# Peter Lamb (homme politique)
Pour les articles homonymes, voir Lamb.
Peter Keir Lamb est un homme politique britannique qui est député de Crawley depuis 2024. Il a également été chef du conseil municipal de Crawley Borough (en) jusqu'en 2022,.

## Carrière
Il s'est déjà présenté à Crawley en 2019, perdant face au titulaire de l'époque, Henry Smith, par 8 360 voix.
Il est né à Crawley et devient conseiller pendant 14 ans avant de devenir député de la région.
En mai 2025, il dénonce l’accord de restitution de l'archipel des Chagos à l'île Maurice, par la Grande-Bretagne, dénonçant que l'accord ne contient aucune des certitudes juridiques nécessaires pour garantir aux Chagossiens, et ceux qui résident au Royaume-Uni, la possibilité d’accéder aux îles ou de permettre une habitation permanente.